# Поречье (Смоленская область)
Поречье — деревня в Демидовском районе Смоленской области России. Входит в состав Полуяновское сельского поселения. По состоянию на 2007 год постоянного населения не имеет.
Расположена в северо-западной части области в 14 км к западу от Демидова, в 11 км западнее автодороги Р133 Смоленск — Невель, на берегу реки Каспля. В 48 км южнее деревни расположена железнодорожная станция О.п. 439-й км на линии Смоленск — Витебск.

## История
В годы Великой Отечественной войны деревня была оккупирована гитлеровскими войсками в июле 1941 года, освобождена в сентябре 1943 года.